# HURRY GO ROUND
「HURRY GO ROUND」（ハリー ゴー ラウンド）は、日本のアーティスト、hideのソロ11枚目、hide with Spread Beaver名義では4枚目となるシングル。

## 概要・背景
デモ音源を元に関係者が完成させ、hideの死後にシングル化された楽曲。PVには収録中の短い映像も収められている。3rdアルバム『Ja,Zoo』の9曲目に収録。
元々は「memo2」という仮タイトルだった。1997年の冬に山中湖での曲作り合宿の時に作られ、その後放置されていた。当時は二つのデモがあり、1つ目は「Hi-Ho」に近いアレンジで「memo2/山中湖レゲエバージョン」、2つ目は「memo2/山中湖3拍子バージョン」となっていたが、hideとI.N.A.でこの曲の方向性について話し合った結果、両方のバージョンのリズムを1つにまとめる事になった（曲の前半が4/4拍子、後半からは3/4拍子になりつつもヒップホップ・ミュージックやレゲエのテイストを兼ね備えたリズム）。
「3拍子がメリーゴーランド風で良いねぇ。回る回るだねぇ。」などと言いつつ、山中湖合宿でこの曲の原形を作った時にhideが口ずさんでいたメロディーをI.N.A.がストリングスの音で弾き出した時、hideが「おっ、イイねぇ。ストリングス！」と言っていた。翌日、歌詞が完成し「memo2（仮）」は「HURRY GO ROUND」となり、仮のアコースティックギターと仮ボーカルをレコーディングし、I.N.A.がストリングス・パートをレコーディングしようかという段階でhideが、「この曲はもう（完成型が）見えたから終わり。おいといて『Spread Beaverのテーマ』やろう。」と言ったため、I.N.A.がストリングス・パートを「頭の中にセーブ」しておき、後に生のストリングスを録音した。
hideは仮のギターしか録音していなかったため、本番のレコーディングではPATAとKIYOSHIがギターを弾いた。そのため、『Ja,Zoo』に収められている楽曲では唯一hideが楽器を弾いていない。
元々は9月頃に出す予定で、カップリングにはSpread Beaverによる「TELL ME」の一発録りを入れる予定だった。
シングルは、1998年11月2日付のオリコン週間シングルランキングで初登場2位を獲得した。
hide Seva [C-Aid]ではCHIROLYNがアコギを弾きながらヴォーカルを務めた。その際、CHIROLYNが普段担当していたベースはX JAPANのHEATHが弾いた。
2007年5月2日に、「MISERY」「Beauty & Stupid」「ROCKET DIVE」「ever free」と共にマキシシングル化され、再発売された。

## 収録曲
| 全編曲: hide、I.N.A.、斎藤ネコ。 |                                        |           |           |       |
| #                                | タイトル                               | 作詞      | 作曲      | 時間  |
| 1.                               | 「HURRY GO ROUND」                     | hide      | hide      | 5:04  |
| 2.                               | 「HURRY GO ROUND (voiceless version)」 |           |           | 5:02  |
| 合計時間:                        | 合計時間:                              | 合計時間: | 合計時間: | 10:06 |

## 楽曲解説
1. HURRY GO ROUND
日本テレビ系『スーパーテレビ情報最前線』エンディングテーマ[1]。
hide 20th Memorial Projectとして、映画『HURRY GO ROUND』と同時期に制作が進められていたトリビュート・アルバム『hide TRIBUTE IMPULSE』の制作過程で、発売から20年越しボーカルの別テイクが発見された。この別テイクの音源は、オリジナルテイクのPATAによるアコースティック・ギターの演奏に乗せられ、「HURRY GO ROUND (hide vocal Take2)」として映画の主題歌に採用された[2]。後にリリースされた『hide TRIBUTE IMPULSE』にも収録された[4]。
2. HURRY GO ROUND (voiceless version)

## 収録アルバム
- Ja,Zoo (#1)
- hide SINGLES 〜Junk Story〜 (#1)
- hide PERFECT SINGLE BOX
- We Love hide 〜The Best in The World〜 (#1)
- hide TRIBUTE IMPULSE (#1、別バージョン)
- “Musical Number” 〜ROCKミュージカル ピンクスパイダー〜 (#1)
- 子 ギャル (#1)

## 参考
1. 1 2 3  “HURRY GO ROUND”. ORICON NEWS.  オリコン. 2014年11月28日閲覧。
2. 1 2  “hide未発表音源が主題歌に、映画「HURRY GO ROUND」に生駒里奈も感激”. 音楽ナタリー (株式会社ナターシャ). (2018年5月26日) 2019年10月27日閲覧。
3. 1 2  “hide、シングル５タイトル再発！ 楽曲にまつわるエトセトラ”. BARKS (ジャパンミュージックネットワーク株式会社). (2007年5月2日) 2019年10月27日閲覧。
4. ↑  “hide TRIBUTE IMPULSE - ヴァリアス・アーティスト”. hide. 2018年11月2日閲覧。